# Sandor Clegane
Sandor Clegane, kendt under sit tilnavn The Hound, er en fiktiv person i den amerikanske forfatter George R. R. Martins fantasyserie A Song of Ice and Fire og i HBOs filmatisering Game of Thrones.
Han bliver introduceret i Kampen om tronen (1996), og Sandor er bror til Ser Gregor Clegane, fra De Syv Kongeriger i Westeros. Sandor tjener som kong Joffrey Baratheons personlige bodyguard. Han har efterfølgende optrådt i Kongernes kamp (1998), En storm af sværd (2000) og Kragernes rige (2005). Ligesom sin bror bliver Sandor betragtet som en af de dygtigste og stærkeste krigere i De Syv Kongeriger. Han har voldsomme forbrændinger i ansigtet fra da hans bror skubbede det ned i et fyrfad, da de var børn; siden da har han været bange for ild. I begyndelsen af fortællingen optræder han som brutal og grusom, men senere viser hans sig som en mere sympatisk og medfølende, særligt via sit forhold til Sansa og Arya Stark.
Sandor bliver spillet af den skotske skuespiller Rory McCann i HBOs tv-serie.